# ブカスグランデ島
ブカスグランデ島(ブカスグランデとう、英語: Bucas Grande)はフィリピンのミンダナオ島北西の島。北スリガオ州にあり、自治体はソコロに属している。

## 概要
島内には14のバランガイがあり、12,445haの面積を覆う。町区は島の東部の湾部に位置しており、早朝には太平洋からの日の出を見ることが出来る。  自然に恵まれており、ソホトンの海洞窟やラグーンは人気が高い。
人口は2000年のNSOの調査で17,932人であり、移民の多くはレイテ州、ボホール州、南スリガオ州のカンティラン、タゴや、北スリガオ州のマイニットの出身である。 この島はバヤニハン(Bayanihan)という相互扶助の生き方の育成と実践に力を入れており、先祖の伝統を誇り、また、ひとりひとりのソコロ住民が次世代に伝え、守ることを誓っている。

## 歴史

### 起源
かつて、この島は「果物」を意味するブンガ("Bunga")と呼ばれており、最初に住み始めた住民にとって年間を通して収穫が可能であり、多くの作物の豊かな収穫が出来る場所であったことから名づけられたと考えられる。
島内の町のソコロはスペイン語の“socorro”からきており、これは「助ける」を意味する。民間伝承によると、1920年のある晴れた日曜日の朝、小船に乗った教会の労働者のうち、シアルガオ島の近くから司祭が島に向かって漕ぎ出した。島の中心部に向かっている途中、天気が急変し雷雨が近づき天気が敵対的になった。強風によってもたらされた大きく強い波は小船を大きく揺さぶり、乗組員はパニックに陥った。小船に乗った仲間が声を合わせて助けを求める中、司祭はスペイン語で「助け」を求める言葉である“Socorro”と叫んだ。訪問者の窮状と小船が転覆の危機にあることを知った島の勇敢な男性は、荒れ狂う自然にもかかわらず自らの乗っていた漁業用バンカボートで危機にある小船に向かい、新たな島への到達者を救うことが出来た。
この行動によって、男性の恐怖を恐れぬ様に敬意を表し、危険な時に他人を助け、助けを提供することに誇りを持った民衆に敬意を払う方法として、司祭がこの地にソコロと名づけることとなった。

### ソコロでの戦闘
1917年にイエスの聖心奉仕団体(Confradia de Sagrado Corazon de Jesus)と呼ばれる宗教的な傾向を持つ集団がレイテ島のマシアンからブカスグランデへ殖民を始めた。初期の植民者はこの団体に参加したが、1923年に団体のリーダーはローマカトリック教会から離れフィリピン独立教会に参加した。激怒したダパのカトリック司祭はスリガオの地方保安隊に対してブカスグランデ島で当時政府に抵抗運動を行っていたコロルムの団体が政府に対する反乱を企てているとして報告した。
これに対して部隊が島に送られたものの、残虐的な行動に反発した島民が報復を行った。その後、ダパから軍が送られ、数人が殺された。1924年1月には別の戦闘が発生し、結果的に16人の兵士と40人の現地人が死亡した。後にアメリカ植民地政府が攻撃を行い、地元の戦闘員との降伏交渉を行った。
これらの問題の後、ソコロの住民はコロルムを無知、狂信者、犯罪者と同様に見る近隣の町の人々の間で嘲笑の対象となった。

### 自治体への格上げとバヤニハン精神
ソコロの自治体の首長はダパの副市長Sotico M. Dizonの援助をたくみに受けて、1961年2月22日にカルロス・P・ガルシア大統領の大統領令第419号の調印を受けソコロはブカスグランデ島内全体を管轄する自治体の地位を得た。
ブカスグランデの新しいリーダーの一人であるAlbino L. Tarucは、現地で“tinabangay”と呼ばれるバヤニハン（相互扶助）精神の価値を維持することを狙っていくらかの住民と難民が結びついた組織を作った。この最初の計画は健常な男性が担いで小屋を運び、指定された道沿いに配置することで散在した家を整理し、女性が水や食料を提供して快適にするというものであった。ソコロ住民の協力の結果、他の村々の島の住民の誤解はとけ、最悪であった印象も徐々に良いものへと変わっていった。
このような努力の結果、現在ではソコロは進歩的自治体であるという評価も見られる。

## 首長
設立以降の首長は以下のようになっている。 
- Sotico M. Dizon、1961年-1963年、1963年-1967年、1967年-1971年
- Dominador L. Taruc、1971年-1980年、1980年-1986年
- Sotico M. Dizon、1986年-1987年
- Delfin T. Bordas、1987年12月-1998年2月
- Jose G. Alabat, Jr.、1988年-1992年
- Eulogio M. Lasala, Sr.、1992年-1998年
- Rogelio J. Galanida, Sr.、1998年-2001年
- Mamerto D. Galanida、2001年-2004年、2004年-2007年、2007年-2010年
- Elizabeth R. Galanida、2010年-現在

## 註
1. ↑  “Historical Background”. Socorro.   Province of Surigao Del Norte. 2013年8月29日閲覧。